# Robert Smylie
Robert Eben Smylie (31 de octubre de 1914 - 17 de julio de 2004) fue un político estadounidense y abogado. Fue el Gobernador N.º 24 del estado de Idaho por 12 años de 1955 a 1967.

## Primeros años
Nació en la Ciudad de Marcus Iowa, terminó los estudios de high school en Cresco en 1932 en medio de la gran depresión. Se mudó a vivir con su tío a Idaho para estudiar en el Colegio de Idaho en Caldwell. Durante los años de escuela, participó en debates, en el anuario, en fútbol y volvía a a Iowa en verano.
Después de su graduación en 1939 se fue a vivir a Washington D. C., donde estuvo trabajando como Policía de la ciudad a la vez que ingresó a la Escuela de Leyes George Harrison. Continúo trabajando hasta su graduación en 1942.
Se casó con Lucile Irwin el 4 de diciembre de 1943 y la pareja tuvo dos hijos.

## Carrera
Comenzó a practicar las leyes en Washington D. C., En 1942, Smylie dejó temporalmente el estudio de las leyes para ingresar a la marina armada como asistente y estuvo destacado en Filadelfia primero y en las Filipinas durante la Segunda Guerra Mundial.  Regresó a la práctica pública de las leyes en 1946.
En enero de 1947, Smylie llegó a ser diputado por el estado de Idaho. Un año más tarde Smylie fue secretario particular del entonces 33 Gobernador de Idaho C. A. Robins. En 1954 Smylie fue elegido gobernador y envió enmiendas a la legislatura para las leyes de contribuciones y sobre la reelección de gobernadores, la cual fue aprobada en 1956. Smylie fue reelegido en 1958 y 1962, y fue el primer político en la historia de Idaho en ganar 3 veces consecutivas los periodos de 4 años de gobernador y además fue el primer gobernador de ese estado nacido en el siglo XX.
Smylie intentó gobernar para un cuarto periodo en 1966 pero fue derrotado en las elecciones republicanas primarias por su sucesor, Don Samuelson, quien era Senador de Idaho desde 6 años antes.
Smylie volvió a la práctica de las leyes en 1967 y trabajó como juez y como presidente del Colegio de Idaho.

## Muerte
Murió en la ciudad de Boise a los 89 años el 17 de julio de 2004 y su esposa Lucile falleció seis semanas más tarde. Ambos están enterrados en el cementerio Pionero en Boise.